# Вера (река)
Вера (нем. Wehra) — река в Германии, протекает по земле Баден-Вюртемберг, речной индекс 2314. Правый приток Рейна.
Река Вера берёт начало в районе коммуны Тодтмос. Течёт на юг через леса, долина реки является особо охраняемой природной территорией. На реке расположен город Вер.
Общая длина реки составляет 25,9 км, площадь водосборного бассейна — 114,8 км². Высота истока 1080 м. Высота устья 283 м.
Система водного объекта: Рейн → Северное море. Перепад высоты 797 м.